# Al-Nasr Sports Club (pallacanestro)
L' Al-Nasr Basketball Sports Club (in arabo:نادي النصر الرياضي) è una squadra professionista di basket con sede nella città di Dubai, negli Emirati Arabi Uniti, che compete nella massima competizione nazionale, la UAE Basketball League.
Il colore sociale della squadra è il Blu; le partite casalinghe vengono disputate presso il Rashid bin Hamdan Hall, una struttura situata a Dubai che può ospitare fino a 1.000 spettatori.

## Storia
L' Al-Nasr Basketball Sports Club  rappresenta la sezione di pallacanestro della società polisportiva dell'Al-Nasr Sports Club fondata nella città di Dubai nel 1945. La società è considerata la più antica degli Emirati Arabi Uniti.
La sezione di pallacanestro prendere ha sempre preso parte alla massima competizione nazionale, la UAE Basketball League, arrivando anche alla finale per il titolo in ben quattro occasioni (2018, 2019, 2023, 2024)  senza però mai riuscire ad ottenere la vittoria del titolo. 
Gli unici successi nella storia del club sono arrivati nella UAE Federetion Cup, la coppa nazionale, che l'Al-Nasr è riuscito a conquistare per 4 volte; i primi tre successi sono arrivati consecutivamente, grazie alle vittorie nelle edizioni 2007-08, 2008-09, 2009-10, mentre l'ultimo successo è arrivato nell'edizione 2023-2024, dopo aver sconfitto nella finale lo Shabab Al-Ahli per 74-71 nella finale.

## Palmares

### Titoli Nazionali
- UAE Basketball Cup: 5

2008, 2009, 2010, 2024, 2025

## Organico

### Roster 2023-2024
Il roster per la stagione sportiva 2023-2024 
|    | Naz.                           | Ruolo | Sportivo            | Anno | Alt. | Peso |  |
| -- | ------------------------------ | ----- | ------------------- | ---- | ---- | ---- |  |
| 0  | Emirati Arabi Uniti (bandiera) | PG    | Abdullah Hussein    | 1996 |      |      |  |
| 2  | Emirati Arabi Uniti (bandiera) | AP    | Hamad Alblooshi     | 1997 | 188  |      |  |
| 4  | Emirati Arabi Uniti (bandiera) | AG    | Saleh Sultan        | 1994 | 190  |      |  |
| 6  | Emirati Arabi Uniti (bandiera) | C     | Saeed Ashoor        | 1986 | 204  | 96   |  |
| 7  | Emirati Arabi Uniti (bandiera) | G     | Abdulla Ahmad       | 2003 | 185  | 80   |  |
| 8  | Emirati Arabi Uniti (bandiera) | AG    | Faisal Mohammad     | 1997 | 200  | 93   |  |
| 9  | Emirati Arabi Uniti (bandiera) | G     | Abdullah Almarzooqi | 2004 |      |      |  |
| 10 | Emirati Arabi Uniti (bandiera) | AP    | Saeed Hassan        | 2005 |      |      |  |
| 11 | Emirati Arabi Uniti (bandiera) | G     | Saeed Alblooshi     | 1993 | 182  |      |  |
| 12 | Emirati Arabi Uniti (bandiera) | C     | Mohamed Mustafa     | 2003 | 204  |      |  |
| 16 | Emirati Arabi Uniti (bandiera) | AG    | Hassan Alshaiba     | 2006 | 202  | 88   |  |
| 19 | Algeria (bandiera)             | AP    | Mohamed Harat       | 1990 | 198  | 94   |  |
| 23 | Stati Uniti (bandiera)         | PG    | Marvelle Harris     | 1993 | 196  | 95   |  |

### Staff tecnico
| Ruolo           | Nome              |
| --------------- | ----------------- |
| Capo Allenatore | Hossm El Wakil    |
| Assistente      | Omar Rashid Dhara |

## Cestisti
Nella squadra di Dubai hanno militato anche giocatori dalla carriera sportiva importante tra cui:

### Giocatori locali famosi
- Saeed Ashoor
- Rashed Alnuaimi
- Mamadou Ndiaye
- Faisal Mohammad
- Rashed Mohammad
- Talal Alnuaimi
- Salim Obaid
- Ibrahim Obaid
- Ahmad Ali Mohammad
- Ali Anbar
- Khaled Obaid
- Talal Musabeh
- Hassan Hussein

### Giocatori stranieri famosi
- Guillermo Scholtis
- Mohamed Harat
- Kevin Jobity
- Elie Rustom
- Yakhouba Diawara
- Nikola Dragović
- Marvelle Harris
- Sekou Wiggs
- Joshua Turner
- C.J. Giles
- Sam Young
- Jaylen Bond
- Trello Galloway
- Marquis Estill
- Reginald Butler
- Darrell Tucker
- Eddie Washington
- Isaiah Austin
- Jarrid Famous
- Donté Greene
- Eric Griffin